# Hospital Central (serie de televisión)
Hospital Central es una serie de televisión española de drama médico producida por Videomedia para Telecinco, que se estrenó el 30 de abril de 2000 y finalizó el 27 de diciembre de 2012. 
Es la versión española de la serie de Estados Unidos llamada ER (Urgencias en España, ER, Emergencias en Argentina para las emisiones en la cadena Telefe, y Sala de Urgencias en Hispanoamérica)

## Historia
De carácter dramático, su argumento giraba en torno a las vidas personales y profesionales de los trabajadores del ficticio Hospital Central de Madrid. La serie se iba a llamar Línea Roja, pero Telecinco le cambió el nombre por Hospital Central antes de su estreno, no llegando a utilizar aquel nombre en ninguno de sus capítulos.
El reparto inicial estaba conformado por María Casal (Elisa), Sergi Mateu (Santiago), Jordi Rebellón (Vilches), Rosa Mariscal (Andrea), Antonio Zabálburu (Javier), Fátima Baeza (Esther), Jesús Cabrero (Mario), Reyes Moleres (Diana), Diana Lázaro (Leonor), Lola Casamayor (Cecilia), Chusa Barbero (Susana), Marisol Rolandi (Teresa), Ángel Pardo (Rusti), Ana Frau (Choni) y Ángel Rouco (Diego).
En la primera temporada dejan la serie Chusa Barbero y Ana Frau. En la segunda temporada se incorpora Lola Marceli (Paula) y dejan la serie Lola Casamayor, Diana Lázaro y Lola Marceli. En la tercera etapa se incorporan Amaia Lizarralde (Cristina), Paulina Gálvez (Ana) y Diana Palazón (Laura) y la abandonan Jesús Cabrero, Reyes Moleres y Paulina Gálvez.
En la cuarta temporada (estrenada el 22 de septiembre de 2002) se incorporan varios personajes de largo recorrido de la serie como son los interpretados por Alicia Bogo (Eva), Nacho Fresneda (Aimé), Armando del Río (Fran) y Lluís Marco (Dávila), mientras que en la quinta colaboran Fernando Guillén (Germán Prada), Enrique Alcides (Raúl) y Pepa Roldán (Queca). En la sexta etapa se producen las primeras bajas importantes de la serie: Sergi Mateu (Santiago) y Rosa Mariscal (Andrea), cuyo personaje se supliría con el fichaje de Alicia Borrachero (Cruz), incorporación de esta tanda de episodios junto a Roberto Drago (Héctor).
La séptima, estrenada el 20 de abril de 2004, última de Amaia Lizarralde, cuenta con la colaboración de Leticia Dolera (Miriam), mientras que la octava, iniciada el 7 de septiembre de 2004 y última de María Casal y de Armando del Río, supone un punto de inflexión en la serie con la incorporación de Patricia Vico (Maca) en el papel de una pediatra lesbiana y el aumento del protagonismo del personaje de Fátima Baeza, la enfermera Esther, hasta entonces heterosexual y de la que se enamora.
El 3 de mayo de 2005 se estrena la novena tanda, con los fichajes de Mercè Llorens (Begoña), Jesús Olmedo (Carlos) y Marco de Paula (Rober). No se producen más cambios relevantes en elenco hasta la undécima, última de Ángel Pardo (Rusti), uno de los personajes más queridos por el público.
La decimosegunda temporada, estrenada el 5 de septiembre de 2006, supone la renovación del equipo del Sámur, con Iván Sánchez (Raúl) y Bea Segura (Mónica). También empiezan a aparecer Bárbara Muñoz (Alicia) y Elia Galera (Claudia), que con el paso de los capítulos irían adquiriendo más protagonismo hasta convertirse en fijas. Dejan el elenco en esta entrega Alicia Bogo, Marco de Paula y Lluís Marco.
En marzo de 2007, a punto de comenzar la emisión su decimotercera temporada (el 12 de abril), última de Diana Palazón y Alicia Borrachero, la serie recibió su primer TP de Oro a la Mejor Serie Española, galardón al que ya había estado nominada anteriormente y por el que competía en esta ocasión con Aída y Cuéntame cómo pasó. El año anterior se había hecho con el Premio Ondas a la Mejor Serie Española y en el 2008 fue de nuevo finalista al TP, aunque el premio fue para la serie El internado. En esta temporada se incorpora y deja la serie Roberto Álvarez (Román) y participa Maru Valdivielso (Isabel).
El 7 de noviembre de 2007, dentro de su decimocuarta temporada, la serie celebraba sus 200 episodios emitiendo un especial en el que participaron algunos de los actores que formaron parte del reparto y abandonaron la serie y que consiguió el liderazgo de audiencia en el prime time. Poco después se anunciaba la marcha de la serie del actor Jordi Rebellón, que interpretaba desde el inicio de la producción a uno de sus personajes más emblemáticos, el doctor Vilches. Esta se produjo en el último episodio de esa decimocuarta temporada, emitido el 12 de diciembre de 2007. Esta temporada era la primera de Carles Francino Navarro (Rai), Marian Álvarez (Lola) y Carolina Cerezuela (Vero) y dejan la serie Jordi Rebellón y Maru Valdivielso. En el capítulo 200 participan Sergi Mateu, Armando del Río, María Casal, Ángel Pardo, Marco de Paula y Alicia Borrachero.
En enero de 2008 comenzaba el rodaje de la decimoquinta temporada, con los fichajes de los actores Pedro Casablanc (Fernando), Juana Acosta (Sofía) y David Andrade (Waldo) y las colaboraciones de María Barranco (Manuela), Fran Perea (Enrique) y María Vázquez (Trini). Se confirmó también el cameo de Ana Obregón en varios episodios de la nueva entrega, cuya emisión daría comienzo el 23 de abril de 2008 y concluiría el 30 de julio del mismo año. El actor Nacho Fresneda deja la serie en esta etapa.
El 3 de septiembre de 2008, Telecinco comenzó a emitir la 16.ª temporada, que se pudo ver los miércoles a excepción del último capítulo, programado el domingo 18 de enero de 2009, después de haberlo anunciado previamente para otras dos fechas distintas. En esta etapa se incorpora al reparto Pablo Carbonell (Gimeno), mientras que Luis Castro se convierte en fijo en el papel de Guillermo Vilches, que ya llevaba apareciendo de forma esporádica en la serie desde el año 2004. Aparece Enrique Berrendero (Boni) y dejan la serie Marian Álvarez y Bea Segura.
El 2 de junio de 2009 finalizó la 17.ª temporada, que contó con las incorporaciones de los actores Núria Prims (Leyre), Félix Pons (Jacobo), Sara Casasnovas (José), y Begoña Maestre (Raquel), así como con la colaboración de Mónica Estarreado (Valeria), Paco Valladares y Cristina Higueras entre otros. Además, los cineastas Gracia Querejeta y Miguel Albaladejo dirigieron respectivamente el cuarto capítulo de esta entrega, titulado El tiempo entre los dedos y el decimotercero y último Es tan fácil morir. En esta etapa dejan la serie Carolina Cerezuela, Juana Acosta, Carles Francino y Sara Casasnovas y supone el regreso de Jordi Rebellón.
En febrero de 2010 se paralizó la emisión de su 18.ª temporada, que había comenzado en octubre del año anterior, en sustitución de De repente, los Gómez, que fracasó en audiencia. Esta etapa supone precisamente el retorno a la serie de Jordi Rebellón en el personaje de Rodolfo Vilches. Además, se suman al reparto dos personajes de poco recorrido, los interpretados por Montse Germán (Sandra) y José María Galeano (Daniel). En esta etapa dejan la serie Jesús Olmedo, Núria Prims, Félix Pons, David Andrade, Enrique Berrendero, Pedro Casablanc y José María Galeano.
En diciembre de 2009, las actrices Fátima Baeza y Patricia Vico anunciaron su marcha de la serie, que se produciría a principios de la decimonovena etapa de la misma tras más de diez años interpretando el personaje de Esther en el caso de la primera y cinco como Maca en el de la segunda. Sin embargo, los últimos resultados de audiencia de la serie hicieron que peligrase su continuidad y la posibilidad de esa decimonovena temporada. Finalmente se paralizó el rodaje durante dos meses, entre el 15 de febrero y el mes de abril, en los que estaba previsto realizar una reestructuración de la serie como consecuencia de esa bajada de audiencia.
El 10 de noviembre de 2010 comenzó la emisión (con nuevo horario, los miércoles a partir de las 23.45 horas) de los episodios de la 18.ª temporada que ya estaban grabados cuando se interrumpió la emisión el 2 de febrero de 2010 y que Telecinco promocionó ya como parte de la nueva etapa. Tras cuatro capítulos, la temporada se volvió a interrumpir debido a sus malos datos de audiencia, retomándose a mediados de enero de 2011 ya en prime time. Justo al mismo tiempo, el actor Ángel Pardo (Rusti) reveló en una entrevista que participaría en el rodaje de un final para la serie, que contaría con el regreso de varios personajes emblemáticos como el suyo, en el mes de febrero.
Inmediatamente después de la emisión de los episodios que quedaban de la 18.ª temporada, comenzó la decimonovena propiamente dicha, con los fichajes de los actores Rafael Amaya (Enrique) y Adriana Torrebejano (Irene) y la colaboración en cinco capítulos, dos de ellos grabados en Perú, de la actriz Adriana Ugarte (Natalia), así como las de Rocío Peláez, Álvaro Monje y Maggie Civantos en los papeles de los estudiantes Victoria, Manu y Candela. Además, se producen los cameos de Concha Velasco y Victoria Abril. Dejan la serie Fátima Baeza y Patricia Vico en los primeros capítulos; y más adelante Rafael Amaya, Adriana Torrebejano, Marisol Rolandi, Ángel Rouco, Iván Sánchez y Elia Galera. Participan en el capítiulo 283, Alicia Borrachero, Ángel Pardo, Nacho Fresneda, Fátima Baeza, Patricia Vico y Marisol Rolandi.
Una vez finalizado el rodaje de la 19.ª etapa y antes de que concluyera su emisión, Telecinco decidió poner el punto final a la serie con la grabación de cuatro episodios más -tal y como había adelantado Ángel Pardo-. El primero de ellos cuenta con la colaboración de Verónica Forqué en el papel de la hermana de Vilches, Amalia, y con la baja de Marisol Rolandi, Teresa, uno de los pocos personajes que habían estado en la serie desde su inicio. El último capítulo, que es el que iba a dar por concluida la serie, cuenta con la reaparición de varios personajes emblemáticos como Aimé (Nacho Fresneda), Cruz (Alicia Borrachero), Rusti (Ángel Pardo), Maca (Patricia Vico), Esther (Fátima Baeza) y la propia Teresa (Marisol Rolandi), que había abandonado la serie a tan solo tres capítulos del que se pensó como final de la misma.
Sin embargo, varios días antes de emitirse el capítulo pensado y rodado para cerrar la serie, previsto para el 11 de mayo de 2011, algunos medios publicaron que sus guionistas estaban trabajando en la temporada 20, debido a los pobres datos de audiencia que habían obtenido las nuevas series estrenadas por la cadena durante 2011. Así, un día antes de la emisión del último capítulo de la 19.ª temporada, la propia cadena confirmó -pese a seguir publicitando que la serie finalizaba- en su página web que la serie iba a ser renovada por una temporada más de 16 capítulos, lo que le supondrá alcanzar los 300 episodios.
En el verano de 2011 comenzó el rodaje de la temporada 20, en la que se incorporan a la serie Mar Regueras (Manuela), José Lamuño (Gorka), Nani Jiménez (Ariadna) y Elsa Herrera (Julia) y abandonan la serie Iván Sánchez (Raúl) y Elia Galera (Claudia). Además, Jordi Rebellón rueda algunas escenas en Salamanca que cuentan con la colaboración de los actores Ben Temple y Elsa Pinilla y Telecinco organiza un concurso para que un fan participe en la serie. El miércoles 16 de mayo de 2012, un año después de finalizar la anterior etapa, es la fecha escogida por Telecinco para el estreno de la vigésima, que cuenta con cameos de Blanca Portillo, Jorge Sanz, Ana Belén, José Luis García Pérez, Pilar Bardem o El Langui, entre otros. Sin embargo, la emisión se interrumpe a finales de julio, con diez capítulos emitidos y a falta de otros siete, y se sustituye Hospital Central -sin fecha de regreso- por Frágiles, que inicialmente mejora sus datos pero sufre un considerable descenso en las semanas siguientes. Poco después, algunos medios apuntan a que, como era previsible, Telecinco ha decidido no grabar nuevas entregas de la serie. En octubre de 2012, la cadena empieza a anunciar el próximo estreno de los siete episodios restantes y confirma además que no se rodarán más, con lo que la serie llegará a su fin a finales de año.
El 5 de noviembre de 2012 varios portales de Internet relacionados con el mundo de la televisión dieron la noticia de que se habían grabado dos finales: uno para cerrar la serie y otro abierto a la posibilidad de grabar otra temporada. Así, en caso de que la serie hubiese mejorado en audiencia en lo que quedaba de su vigésima temporada, Mediaset España y Videomedia se habrían replanteado grabar una etapa adicional.
El jueves 15 de noviembre de 2012 se estrenaron los siete episodios restantes de la vigésima temporada de la serie, de nuevo en el horario late night de Telecinco (23.00 horas) contra la serie El barco de Antena 3 y el programa Pesadilla en la cocina de La Sexta. sin embargo, a partir del jueves 22 de noviembre la serie comenzó a emitirse a partir de las 22h30 en horario de prime time.
Finalmente, tras 12 años en antena y 300 episodios emitidos a lo largo de su historia, Telecinco puso punto final a la serie debido a la fuerte bajada de audiencia que tuvo en su última temporada. Así, Hospital Central concluyó su andadura en la cadena de Mediaset España el 27 de diciembre de 2012 con la muerte de uno de sus principales protagonistas, el conocido doctor Rodolfo Vilches (interpretado por el actor Jordi Rebellón). Justo antes del capítulo final, Telecinco emitió un especial donde se recordaron los mejores momentos de Hospital Central. Días después, Rebellón reveló que en el final alternativo, su personaje sobrevivía, falleciendo únicamente el de Blanca Portillo, la policía Alba. Este otro desenlace, pensado para la continuidad de la producción con una nueva temporada, fue subido el 3 de enero de 2013 a Mitele. Sin embargo, la serie finalmente no renovó y con aquel trágico desenlace puso punto final a su andadura en Telecinco.

### Rumores de regreso
En marzo de 2021, varios portales digitales afirmaron que la productora ProQuo TV ‐sucesora de la desaparecida Videomedia- y Mediaset estaban trabajando en el retorno de la serie.
Además, según estas informaciones, el regreso de la ficción no sería necesariamente para Telecinco, su cadena original -la última vez que se emitió en la cadena fue el 27 de diciembre de 2012-. La productora aparte de presentar este regreso a la cadena de Fuencarral, también lo ofreció a distintas plataformas que podrían estar interesadas. «Teniendo en cuenta la buena relación que tiene este grupo mediático con Prime Video, no sería de extrañar que fuese en esta plataforma donde encuentre su lugar el regreso de la serie médica», aseguran desde dicho portal.

## Reparto
Reparto principal
| Actor / Actriz      | Personaje                             | Temporada | Temporada | Temporada | Temporada  | Temporada | Temporada  | Temporada  | Temporada | Temporada | Temporada | Temporada | Temporada  | Temporada  | Temporada | Temporada  | Temporada  | Temporada  | Temporada  | Temporada  | Temporada  |
| Actor / Actriz      | Personaje                             | 1         | 2         | 3         | 4          | 5         | 6          | 7          | 8         | 9         | 10        | 11        | 12         | 13         | 14        | 15         | 16         | 17         | 18         | 19         | 20         |
| ------------------- | ------------------------------------- | --------- | --------- | --------- | ---------- | --------- | ---------- | ---------- | --------- | --------- | --------- | --------- | ---------- | ---------- | --------- | ---------- | ---------- | ---------- | ---------- | ---------- | ---------- |
| María Casal         | Enfermera Elisa Sánchez               | Principal | Principal | Principal | Principal  | Principal | Principal  | Principal  | Principal |           |           |           |            |            | Invitada  |            |            |            |            |            |            |
| Sergi Mateu         | Dr. Santiago Bernal                   | Principal | Principal | Principal | Principal  | Principal | Principal  |            |           |           |           |           |            |            | Invitado  |            |            |            |            |            |            |
| Jordi Rebellón      | Dr. Rodolfo Vilches                   | Principal | Principal | Principal | Principal  | Principal | Principal  | Principal  | Principal | Principal | Principal | Principal | Principal  | Principal  | Principal |            |            | Invitado   | Principal  | Principal  | Principal  |
| Rosa Mariscal       | Dr. Andrea Valverde                   | Principal | Principal | Principal | Principal  | Principal | Principal  |            |           |           |           |           |            |            |           |            |            |            |            |            |            |
| Antonio Zabálburu   | Dr. Javier Sotomayor de la Vega       | Principal | Principal | Principal | Principal  | Principal | Principal  | Principal  | Principal | Principal | Principal | Principal | Principal  | Principal  | Principal | Principal  | Principal  | Principal  | Principal  | Principal  | Principal  |
| Fátima Baeza        | Esther García Paredes                 | Principal | Principal | Principal | Principal  | Principal | Principal  | Principal  | Principal | Principal | Principal | Principal | Principal  | Principal  | Principal | Principal  | Principal  | Principal  | Principal  | Recurrente |            |
| Jesús Cabrero       | Dr. Mario Quiroga                     | Principal | Principal | Principal |            |           |            |            |           |           |           |           |            |            |           |            |            |            |            |            |            |
| Reyes Moleres       | Enfermera Diana Dueñas                | Principal | Principal | Principal | Invitada   |           |            |            |           |           |           |           |            |            |           |            |            |            |            |            |            |
| Diana Lázaro        | Enfermera Leonor Vázquez              | Principal | Principal |           |            |           | Invitada   |            |           |           |           |           |            |            |           |            |            |            |            |            |            |
| Lola Casamayor      | Dra. Cecilia Schuman                  | Principal | Principal |           |            |           |            |            |           |           |           |           |            |            |           |            |            |            |            |            |            |
| Chusa Barbero       | Dra. Susana Cortés                    | Principal |           |           |            |           |            |            |           |           |           |           |            |            |           |            |            |            |            |            |            |
| Marisol Rolandi     | Teresa Montoro                        | Principal | Principal | Principal | Principal  | Principal | Principal  | Principal  | Principal | Principal | Principal | Principal | Principal  | Principal  | Principal | Principal  | Principal  | Principal  | Principal  | Principal  |            |
| Ángel Pardo         | Isidro Gálvez "Rusti"                 | Principal | Principal | Principal | Principal  | Principal | Principal  | Principal  | Principal | Principal | Principal | Principal |            |            | Invitado  |            |            |            |            | Invitado   |            |
| Ana Frau            | Enfermera Asunción "Choni"            | Principal |           |           |            |           |            |            |           |           |           |           |            |            |           |            |            |            |            |            |            |
| Ángel Rouco         | Diego Peláez                          | Principal | Principal | Principal | Principal  | Principal | Principal  | Principal  | Principal | Principal | Principal | Principal | Principal  | Principal  | Principal | Principal  | Principal  | Principal  | Principal  | Principal  |            |
| Lola Marceli        | Dra. Paula Herrero                    |           | Principal |           |            |           |            |            |           |           |           |           |            |            |           |            |            |            |            |            |            |
| Carmen Arbex        | Marta Vidal                           |           | Principal |           |            |           |            |            |           |           |           |           |            |            |           |            |            |            |            |            |            |
| Paulina Gálvez      | Dra. Ana Ortiz                        |           |           | Principal |            |           |            |            |           |           |           |           |            |            |           |            |            |            |            |            |            |
| Amaia Lizarralde    | Dra. Cristina Laguna                  |           |           | Principal | Principal  | Principal | Principal  | Principal  |           |           |           |           |            |            |           |            |            |            |            |            |            |
| Diana Palazón       | Dra. Laura Llanos                     |           |           | Principal | Recurrente | Principal | Principal  | Principal  | Principal | Principal | Principal | Principal | Principal  | Principal  |           |            |            |            |            |            |            |
| Armando del Río     | Dr. Francisco Crespo Crespo "Fran"    |           |           |           | Principal  | Principal | Principal  | Principal  | Principal |           |           |           |            |            | Invitado  |            |            |            |            |            |            |
| Alicia Bogo         | Enfermera Eva Méndez                  |           |           |           | Principal  | Principal | Principal  | Principal  | Principal | Principal | Principal | Principal | Recurrente |            |           |            |            |            |            |            |            |
| Lluís Marco         | Dr. Antonio Dávila Baraja             |           |           |           | Recurrente | Principal | Principal  | Principal  | Principal | Principal | Principal | Principal | Principal  |            |           |            |            |            |            |            |            |
| Nacho Fresneda      | Dr. Manuel Aimé Torrente              |           |           |           | Principal  | Principal | Principal  | Principal  | Principal | Principal | Principal | Principal | Principal  | Principal  | Principal | Recurrente |            |            |            | Invitado   |            |
| Alicia Borrachero   | Dra. Cruz Gándara                     |           |           |           |            |           | Recurrente | Principal  | Principal | Principal | Principal | Principal | Principal  | Principal  | Invitada  |            |            |            |            | Invitada   |            |
| Roberto Drago       | Dr. Héctor Béjar                      |           |           |           |            |           | Principal  | Principal  | Principal | Principal | Principal | Principal | Principal  | Principal  | Principal | Principal  | Principal  | Principal  | Principal  | Principal  | Recurrente |
| Luis Castro         | Guillermo Vilches                     |           |           |           |            |           |            | Recurrente | Principal | Principal | Principal | Principal | Principal  | Principal  | Principal | Principal  | Principal  | Principal  | Principal  | Principal  | Principal  |
| Patricia Vico       | Dra. Macarena Fernández Wilson "Maca" |           |           |           |            |           |            |            | Principal | Principal | Principal | Principal | Principal  | Principal  | Principal | Principal  | Principal  | Principal  | Principal  | Recurrente |            |
| Mercè Llorens       | Enfermera Begoña García               |           |           |           |            |           |            |            |           | Principal | Principal | Principal |            |            |           |            |            |            |            |            |            |
| Marco de Paula      | Dr. Roberto Cuevas "Rober"            |           |           |           |            |           |            |            |           | Principal | Principal | Principal | Recurrente |            | Invitado  |            |            |            |            |            |            |
| Jesús Olmedo        | Carlos Granados                       |           |           |           |            |           |            |            |           | Principal | Principal | Principal | Principal  | Principal  | Principal | Principal  | Principal  | Principal  | Recurrente |            |            |
| Bea Segura          | Mónica de la Fuente                   |           |           |           |            |           |            |            |           |           |           |           | Principal  | Principal  | Principal | Principal  | Principal  |            |            |            |            |
| Iván Sánchez        | Dr. Raúl Lara                         |           |           |           |            |           |            |            |           |           |           |           | Principal  | Principal  | Principal | Principal  | Principal  | Principal  | Principal  | Principal  |            |
| Elia Galera         | Dra. Claudia Castilla                 |           |           |           |            |           |            |            |           |           |           |           | Recurrente | Principal  | Principal | Principal  | Principal  | Principal  | Principal  | Principal  |            |
| Bárbara Muñoz       | Alicia Monasterio                     |           |           |           |            |           |            |            |           |           |           |           | Recurrente | Principal  | Principal | Principal  | Principal  | Principal  | Principal  | Principal  | Principal  |
| Roberto Álvarez     | Dr. Julio Román                       |           |           |           |            |           |            |            |           |           |           |           |            | Principal  |           |            |            |            |            |            |            |
| Maru Valdivieso     | Dra. Isabel Casas                     |           |           |           |            |           |            |            |           |           |           |           |            | Recurrente | Principal |            |            |            |            |            |            |
| Marian Álvarez      | Dra. Dolores Sanz "Lola"              |           |           |           |            |           |            |            |           |           |           |           |            |            | Principal | Principal  | Recurrente |            |            |            |            |
| Carolina Cerezuela  | Dra. Verónica Soler "Vero"            |           |           |           |            |           |            |            |           |           |           |           |            |            | Principal | Principal  | Principal  | Invitada   |            |            |            |
| Carles Francino     | Dr. Raimundo Ibáñez "Rai"             |           |           |           |            |           |            |            |           |           |           |           |            |            | Principal | Principal  | Principal  | Principal  |            |            |            |
| Juana Acosta        | Dra. Sofía Carrillo                   |           |           |           |            |           |            |            |           |           |           |           |            |            |           | Principal  | Principal  | Recurrente |            |            |            |
| David Andrade       | Dr. Waldo Jaramillo                   |           |           |           |            |           |            |            |           |           |           |           |            |            |           | Principal  | Principal  | Principal  | Principal  |            |            |
| Pedro Casablanc     | Dr. Fernando Mora Ortiz               |           |           |           |            |           |            |            |           |           |           |           |            |            |           | Recurrente | Principal  | Principal  | Principal  | Principal  |            |
| Núria Prims         | Dra. Leyre Durán                      |           |           |           |            |           |            |            |           |           |           |           |            |            |           |            | Invitada   | Principal  | Recurrente |            |            |
| Félix Pons          | Dr. Jacobo Muñiz                      |           |           |           |            |           |            |            |           |           |           |           |            |            |           |            | Invitada   | Principal  | Recurrente |            |            |
| Enrique Berrendero  | Enfermero Enrique Díaz "Boni"         |           |           |           |            |           |            |            |           |           |           |           |            |            |           |            | Principal  | Principal  | Principal  |            |            |
| Pablo Carbonell     | Dr. David Gimeno                      |           |           |           |            |           |            |            |           |           |           |           |            |            |           |            | Principal  | Principal  | Principal  | Principal  | Principal  |
| Begoña Maestre      | Dra. Raquel Castaño                   |           |           |           |            |           |            |            |           |           |           |           |            |            |           |            |            | Principal  | Principal  | Principal  | Principal  |
| Mónica Estarreado   | Dra. Valeria Peralta                  |           |           |           |            |           |            |            |           |           |           |           |            |            |           |            |            | Recurrente | Principal  | Principal  | Principal  |
| José María Galeano  | Dr. Daniel Lucena                     |           |           |           |            |           |            |            |           |           |           |           |            |            |           |            |            |            | Principal  |            |            |
| Rafael Amaya        | Dr. Enrique Guerrero                  |           |           |           |            |           |            |            |           |           |           |           |            |            |           |            |            |            |            | Principal  |            |
| Adriana Torrebejano | Enfermera Irene Valencia Gómez        |           |           |           |            |           |            |            |           |           |           |           |            |            |           |            |            |            |            | Principal  |            |
| Mar Regueras        | Dra. Manuela Rubio                    |           |           |           |            |           |            |            |           |           |           |           |            |            |           |            |            |            |            |            | Principal  |
| Nani Jiménez        | Ariadna Rubio                         |           |           |           |            |           |            |            |           |           |           |           |            |            |           |            |            |            |            |            | Principal  |
| José Lamuño         | Gorka Betania                         |           |           |           |            |           |            |            |           |           |           |           |            |            |           |            |            |            |            |            | Principal  |

### Colaboraciones
- A lo largo de todo el recorrido televisivo de la serie, han intervenido actores de renombre como: Concha Velasco, Pilar Bardem, José Luis López Vázquez, Ana Belén, Blanca Portillo, Concha Cuetos, Sancho Gracia, Verónica Forqué, Cristina Castaño, Agustín González, Álvaro de Luna, Fiorella Faltoyano, Paco Valladares, José Luis García Pérez, Lara Corrochano, María Isabel Díaz Lago, María Barranco, Xabier Elorriaga, Carlos Hipólito, Luisa Martín, Jorge Sanz, Emma Suárez, Carmen Rossi, Fernando Guillén, las hermanas Hurtado, Victoria Abril, María Luisa Merlo y sus hijos Amparo Larrañaga y Luis Merlo, al igual que otros rostros conocidos como Ana Obregón, Inma del Moral, Iker Lastra, Llum Barrera, Miryam Gallego, Aure Sánchez, Nuria Gago, Álex González, Eloy Azorín, Mariona Ribas, Rodolfo Sancho, Carlos La Rosa, Bárbara Goenaga, Críspulo Cabezas, Antonio Garrido o Maggie Civantos.
- También han participado muchos jóvenes -a veces siendo niños- que luego se han hecho más populares gracias a otras series o incursiones cinematográficas: Clara Lago, Gonzalo Ramos, Maxi Iglesias, Marco Martínez, Sandra Blázquez, Fran Perea, Ana Polvorosa, David Castillo, Marina Salas, Andrea Guasch, Igor Luna o Santiago Crespo.

- David Bisbal interviene en el capítulo Cuéntame un cuento (12×175) emitido el 13/12/2006, con una trama parecida en la que en su día Chenoa había interpretado en el capítulo Otra, otra (8×107) emitido el 6/10/2004.[39]
- Otro famoso que se interpretó a sí mismo en la serie fue el gimnasta Gervasio Deferr, que apareció en el episodio Un cuento de Navidad (8×117) el 15/12/2004. Sancho Gracia hace lo propio en capítulo Todo y nada (12×171), el 15/11/2006; cuando su representante le dice que va a hacer una película con un actor muy importante, Gracia cita varias posibilidades, entre ellas su hijo en la vida real, el actor Rodolfo Sancho, que también intervino en su momento en Hospital Central.
- También Emma García se interpreta a sí misma en el episodio ¿Quieres hacerme el favor de tratarme bien? (6×79) el 15/10/2003, en el que Rusti va a su programa (A tu lado, entonces en emisión en Telecinco), para pedir perdón a Queca por su infidelidad con Esther. Además, periodistas que en ese momento eran presentadores de Informativos Telecinco hicieron pequeñas colaboraciones interpretándose a sí mismos en esa faceta profesional, es el caso de Àngels Barceló, Máximo Huerta o Alejandra Herranz.
- Julieta Venegas participó en el episodio Colores (12×161) emitido el 5/9/2006, interpretándose a sí misma y cantando uno de sus temas, Me voy, a una niña enferma.[40]
- Juanjo Cucalón interpretó a Andrés en el episodio Regalos del destino (1×01) emitido el 30/4/2000.
- Alicia Hermida interpretó a Lucía en el episodio Los mejores cuidados (1×02) emitido el 7/5/2000.
- Fernando Soto interpretó a Héctor en el episodio Alta tensión (1×03) emitido el 14/5/2000 y a un bombero en los episodios Las llaves de casa (10×135) emitido el 5/10/2005, Si amanece por fin (12×173) emitido el 29/11/2006 y Me voy a morir (17×237) emitido el 3/3/2009.
- Amparo Valle interpretó a Carmen en los episodios Alta tensión (1×03) emitido el 14/5/2000, En la cuerda floja (1×05) emitido el 28/5/2000 y Lazos de sangre (1×09) emitido el 25/6/2000.
- Pilar López de Ayala interpretó a Mamen en el episodio Relaciones difíciles (1×04) emitido el 21/5/2000.
- Elsa Pataky interpretó a Maribel en los episodios Relaciones difíciles (1×04) emitido el 21/5/2000 y en En la cuerda floja (1×05) emitido el 28/5/2000.
- Manuela Velasco interpretó a Eva en el episodio En la cuerda floja (1×05) emitido el 28/5/2000.
- Óscar Jaenada interpretó a Mario en el episodio Fuera de juego (1×06) emitido el 4/6/2000.
- Ruth Núñez interpretó a Laura Páez en el episodio Fuera de juego (1×06) emitido el 4/6/2000.
- Dani Martín interpretó a un boxeador (Toni) en el episodio Contra las cuerdas (1×07) emitido el 11/6/2000.
- Juanjo Artero interpretó a Charlie Márquez en el episodio Contra las Cuerdas (1×07) emitido el 11/6/2000 (crossover con El comisario).
- Marcial Álvarez interpretó a Pope San Juan en el episodio Contra las Cuerdas (1×07) emitido el 11/6/2000 (crossover con El comisario).
- José Conde interpretó a Eduardo Viejo en los episodios Lazos de sangre (1×09) emitido el 25/6/2000, Reencuentros (1×10) emitido el 2/7/2000, Pretérito Imperfecto (1×11) emitido el 9/7/2000, No tocar, peligro de muerte (1×12) emitido el 16/7/2000 y Guardia vacía (1×13) emitido el 23/7/2000. Representó a Abel en Cartas a Mayarí (15×215) emitido el 2/7/2008.
- Junio Valverde interpretó a Nicolás en No tocar, peligro de muerte (1×12) emitido el 16/7/2000 y a Sergio en Ciento doce (8×112) emitido el 10/11/2004, Amor de hermanos (8×113) emitido el 17/11/2004 y Entre la vida y la muerte (8×114) emitido el 24/11/2004.
- Manuel de Blas interpretó a Santiago Bernal Sr. en el episodio Sólo un deseo (2×16) emitido el 25/1/2001 y en Noche de perros (2×17) emitido el 1/2/2001.
- Fernando Cayo interpretó al Padre de Miriam en Noche de perros (2×17) emitido el 1/2/2001.
- Víctor Clavijo interpretó a Carlos en El comité de la muerte (2×18) emitido el 8/2/2001 y a Jacobo en El mayor dolor posible (12×168) emitido el 25/10/2006, No hay héroes (12×169) emitido el 1/11/2006 y No busques excusas (12×170) emitido el 8/11/2006.
- Lluvia Rojo interpretó a una chica de botellón en Botellón, botellón (2×21) emitido el 1/3/2001.
- Josep Linuesa interpretó a Ramiro en Código 9 (2×22) emitido el 8/3/2001.
- Silvia Casanova interpretó a la suegra de Ramiro en Código 9 (2×09) emitido el 8/3/2001, a Raquel Rodríguez en Secretos y engaños (7×96) emitido el 8/6/2004 y a Carmen en Todo el mundo quiere a Rai (16×225) emitido el 1/10/2008.
- Goizalde Núñez interpretó a Verónica en el episodio Te llamarás Saúl (2×23) emitido el 15/3/2001.
- Manolo Caro interpretó a Saúl en el episodio Te llamarás Saúl (2×23) emitido el 15/3/2001.
- Mariví Bilbao interpretó a la dueña del diario en el episodio Cumpleaños feliz (2×25) emitido el 29/3/2001 y a Marina en el episodio Los olvidados (3×33) emitido el 20/2/2002.
- Miguel Ángel Muñoz interpretó a Trece en el episodio Pánico en las gradas (3×27) emitido el 10/1/2002.
- Manuel Alexandre interpretó a Eduardo Serrano en el episodio Operación sin red (3×29) emitido el 23/1/2002.
- Felipe García Vélez interpretó a Bernabé Cortés en el episodio Operación sin red (3×29) emitido el 23/1/2002.
- Nadia de Santiago interpretó a Vanessa en los episodios El soldadito de plomo (3×30) emitido el 30/1/2002 y en El atraco (3×34) emitido el 27/2/2002, y como Almudena en Deja un bonito cadáver (11×149) emitido el 26/4/2006.
- Álvaro Morte interpretó a un buzo en el El soldadito de plomo (3×30) emitido el 30/1/2002 y a un bombero en El vuelo de la suerte (4×58) emitido el 29/10/2002.
- Adriana Ugarte interpretó a Adriana en El túnel (3×31) emitido el 6/2/2002; fue Nerea en los episodios El motor que mueve el mundo (14×199) emitido el 31/10/2007 y en Cosas que olvidamos contar (14×200) emitido el 7/11/2007; hizo de la Dra. Natalia del Hoyo en los episodios Miedo y osadía (19×273) emitido el 23/2/2011, Laura (19×274) emitido el 2/3/2011, El espectáculo debe continuar (19×275) emitido el 9/3/2011, Consecuencias (19×276) emitido el 16/3/2011 y El olor de la muerte (19×277) emitido el 23/3/2011.
- Iris Lezcano interpretó a Eva en Nunca sin ti (3×32) emitido el 13/2/2002.
- Remedios Cervantes interpretró a Isabel Granero en el episodio ¿Recuerdas? (3×35) emitido el 6/3/2002.
- Macarena Gómez interpreta a Adela en el episodio Decisiones (3×36) emitido el 13/3/2002.
- Asunción Balaguer interpretó a Mercedes (Merceditas) en el episodio Confía en mi (3×37) emitido el 20/3/2002.
- Adam Jezierski interpretó a Lucas en el episodio Confía en mi (3×37) emitido el 20/3/2002.
- Raúl Peña interpretó a Luis en el episodio Ojo por ojo (3×38) emitido el 27/3/2002.
- Roberto Enríquez interpretó a Juan Solana en los episodios Padres e hijos (3×39) emitido el 3/4/2002, Falso equilibrio (3×40) emitido el 10/4/2002, Bienvenida a urgencias (3×41) emitido el 17/4/2002, Una familia más (3×43) emitido el 1/5/2002, Por naturales 3×44) emitido el 8/5/2002, Estrés (3×45) emitido el 15/5/2002, El séptimo mandamiento (3×46) emitido el 22/5/2002, A contratiempo (3×47) emitido el 29/5/2002, Ensayo de un crimen (3×48) emitido el 5/6/2002 y La despedida (3×49) emitido el 12/6/2002.
- Iván Massagué interpretó a Adrián en los episodios Padres e hijos (3×39) emitido el 3/4/2002, Falso equilibrio (3×40) emitido el 10/4/2002, Bienvenida a urgencias (3×41) emitido el 17/4/2002 y Fuego (3×42) emitido el 24/4/2002.
- Belén López interpretó a Bárbara en los episodios Padres e hijos (3×39) emitido el 3/4/2002, Falso equilibrio (3×40) emitido el 10/4/2002, Bienvenida a urgencias (3×41) emitido el 17/4/2002 y Una familia más (3×43) emitido el 1/5/2002.
- Víctor Elías interpretó a Félix (Felisín) en Falso equilibrio (3×39) emitido el 10/4/2002.
- Ricardo Arroyo interpretó a José Serranillo en Por naturales (3×44) emitido el 8/5/2002.
- Dafne Fernández interpretó a Lucía en A contratiempo (3×47) emitido el 29/5/2002 y a Rebeca en Cada final es un comienzo (12×165) emitido el 4/10/2006.
- Edurne interpretó a Marga en El calor de urgencias (4×53) emitido el 17/9/2002.
- Daniel Retuerta interpretó a Sergio en Encuentros y desencuentros (4×55) emitido el 1/10/2002 y a Emilio en los episodios En la salud y en la enfermedad (8×110) emitido el 27/10/2004 y en ¿Falta mucho (8×111) emitido el 3/11/2004.
- Daniel Diges interpretó a Pedro Sanz en El vuelo de la suerte (4×58) emitido el 29/10/2002.
- Eva Isanta interpretó a Clara en Nunca es tarde (Temporada 4×59) emitido el 5/11/2002.
- Pepe Viyuela interpretó a Sampaio en Un ángel en Urgencias (4×61) emitido el 19/11/2002.
- Fran Perea interpretó a Juanjo García en La cámara del secreto (4×62) emitido el 26/11/2002.
- José Ángel Egido interpretó al padre de Juanjo en La cámara del secreto (4×62) emitido el 26/11/2002.
- Juana Acosta interpretó a Katherine en Fin de trayecto (4×63) emitido el 3/12/2002.
- Manu Fullola interpretó a Julio en Casa tomada (4×64) emitido el 10/12/2002.
- Antonio Molero interpretó a Luciano 'El Agonías' en Vida nueva (5×65) emitido el 7/1/2003.
- José Luis García Pérez interpretó a Félix en Vida nueva (5×65) emitido el 7/1/2003, a Daniel en No me acuerdo de olvidarte (12×164) emitido el 27/9/2006 y a Pablo en los episodios La muerte no es un opción (12×287) emitido el 7/6/2012 y en Si saltas tú, salto yo (12×288) emitido el 14/6/2012.
- Joseba Apaolaza interpretó a José Luis en Vida nueva (5×65) emitido el 7/1/2003.
- Silvia Espigado interpretó a Ana en Vida nueva (5×65) emitido el 7/1/2003.
- Vicente Haro interpretó a Mauricio Armendia Ballester en Una mente en blanco (5×66) emitido el 14/1/2003.
- Fran Nortes interpretó a Mario en Una mente en blanco (5×66) emitido el 14/1/2003.
- Teresa Arbolí interpretó a madre de chica violada en Una mente en blanco (5×66) emitido el 14/1/2003.
- David Castillo interpretó a Alberto en Una mente en blanco (5×66) emitido el 14/1/2003.
- Máximo Huerta como él mismo en A contrarreloj (5×67) emitido el 21/1/2003.

## Equipo técnico

### Dirección
- El director que más capítulos ha dirigido es Javier Pizarro con 80. Tras él se encuentra Juan Testa, con 64. Ninguno de los dos comenzó a dirigir en los inicios de Hospital Central, ya que ambos se incorporaron en la tercera temporada. Les siguen, por número de episodios dirigidos, Jacobo Rispa, José Luis Berlanga, que también ha ejercido de productor ejecutivo y José María Caro.

### Guion
- Entre los guionistas que han escrito un mayor número de capítulos destacan Jorge Díaz, Carmen Llano y Alberto Grondona. Guionistas de varias temporadas fueron David Planell y Juanjo Díaz Polo. Por su trayectoria posterior destaca Daniel Sánchez Arévalo.

### Unidades
- Unas cien personas -dirección, producción, guionistas, maquillaje y peluquería, estilistas y técnicos- han formado dos equipos que han trabajado de forma simultánea: uno en exteriores y otro en plató.

### Asesoramiento
- Hubo siempre asesores sanitarios para supervisar las tramas médicas. Entre los que destaca Juan Algarra, que formó parte del equipo durante prácticamente toda la serie y llegó incluso a participar en los guiones de varios capítulos.

### Producción
- Han sido necesarias unas 23.360 horas de trabajo, 12.600 secuencias y 23.360 metros de cinta de vídeo.
- Se han realizado 1.600 secuencias exteriores de accidentes en las que han participado más de 600 especialistas casi siempre aportados por Ángel Plana.

## Episodios
| Temporada | Temporada | Episodios | Estreno                  | Final                   | Audiencia media | Audiencia media |
| Temporada | Temporada | Episodios | Estreno                  | Final                   | Espectadores    | Cuota           |
| --------- | --------- | --------- | ------------------------ | ----------------------- | --------------- | --------------- |
|           | 1         | 13        | 30 de abril de 2000      | 23 de julio de 2000     | 2 876 000       | 22,3%           |
|           | 2         | 13        | 11 de enero de 2001      | 5 de abril de 2001      | 3 763 000       | 22,8%           |
|           | 3         | 25        | 10 de enero de 2002      | 26 de junio de 2002     | 4 388 000       | 27,2%           |
|           | 4         | 13        | 10 de septiembre de 2002 | 3 de diciembre de 2002  | 4 468 000       | 27,3%           |
|           | 5         | 8         | 7 de enero de 2003       | 25 de febrero de 2003   | 4 899 000       | 28,3%           |
|           | 6         | 16        | 3 de septiembre de 2003  | 17 de diciembre de 2003 | 4 445 000       | 27,1%           |
|           | 7         | 14        | 20 de abril de 2004      | 20 de julio de 2004     | 4 558 000       | 27,9%           |
|           | 8         | 18        | 7 de septiembre de 2004  | 25 de enero de 2005     | 4 983 000       | 27,9%           |
|           | 9         | 11        | 3 de mayo de 2005        | 19 de julio de 2005     | 4 787 000       | 31,3%           |
|           | 10        | 14        | 14 de septiembre de 2005 | 21 de diciembre de 2005 | 5 213 000       | 29,8%           |
|           | 11        | 15        | 29 de marzo de 2006      | 13 de julio de 2006     | 4 825 000       | 29,0%           |
|           | 12        | 15        | 5 de septiembre de 2006  | 13 de diciembre de 2006 | 5 159 000       | 30,3%           |
|           | 13        | 15        | 12 de abril de 2007      | 18 de julio de 2007     | 4 009 000       | 23,5%           |
|           | 14        | 15        | 5 de septiembre de 2007  | 12 de diciembre de 2007 | 4 189 000       | 25,3%           |
|           | 15        | 14        | 23 de abril de 2008      | 30 de julio de 2008     | 3 254 000       | 20,1%           |
|           | 16        | 17        | 3 de septiembre de 2008  | 18 de enero de 2009     | 3 469 000       | 20,6%           |
|           | 17        | 13        | 3 de marzo de 2009       | 2 de junio de 2009      | 3 061 000       | 17,2%           |
|           | 18        | 14        | 27 de octubre de 2009    | 2 de febrero de 2010    | 2 864 000       | 16,3%           |
|           | 19        | 20        | 10 de noviembre de 2011  | 11 de mayo de 2012      | 2 334 000       | 13,8%           |
|           | 20        | 17        | 16 de mayo de 2012       | 27 de diciembre de 2012 | 1 931 000       | 11,8%           |
| Total     | Total     | 300       | 2000                     | 2012                    | 3 974 000       | 24,0%           |

- Su récord de audiencia fue de 6 572 000 espectadores (35,3% de cuota de pantalla), registrado el 25 de enero de 2005.[41] La serie se despidió con un 12,8 % de cuota de pantalla tras un deterioro progresivo de su audiencia.

### Episodios especiales
- El capítulo 100, 59:59, emitido en julio de 2004 con Jorge Sanz como invitado protagonista, se desarrollaba en tiempo real.[42] Su personaje se encerraba en la guardería del hospital con una bomba para presionar y conseguir que atendiesen a su hijo enfermo. Sanz interpretó a un personaje diferente en una nueva colaboración en la temporada 20.
- En noviembre de 2007, poco antes de la emisión del capítulo 200, se hizo un preestreno del episodio en los cines Kinépolis de Madrid, proyección a la que acudieron gran parte de los actores y miembros del equipo que han pasado por la serie desde sus inicios.[43] Algunas de las ausencias más destacadas fueron las de Jordi Rebellón (Vilches), Alicia Borrachero (Cruz), Diana Palazón (Laura) y Fátima Baeza (Esther), que acababa de dar a luz a su hija.
- Varios de los actores que ya habían dejado la serie intervinieron como invitados en el episodio 200, Cosas que olvidamos contar: María Casal, Sergi Mateu, Ángel Pardo, Armando del Río y Alicia Borrachero. En este capítulo se cita además a los personajes de Dávila, Laura, Eva, Alejandro (hijo de Vilches), Candela (hija de Cruz) y Alberto (hijo de Elisa y Santiago).
- El episodio 19×283 «Morir de pie», emitido el 11 de mayo de 2011, fue ideado y rodado como el capítulo final de la serie. Sin embargo, Telecinco rectificó en el último momento y encargó una nueva tanda de episodios. Este contaba con la aparición estelar de los personajes de Rusti, Aimé, Cruz, Esther y Maca, que ya habían dejado de formar parte del elenco.

### Tramas e iniciativas solidarias
- Además de con Intervida y Global Humanitaria, la serie ha colaborado con la Fundación Theodora o la Asociación Española Contra el Cáncer y ha promovido iniciativas como la donación de órganos, médula y sangre a través de multitud de tramas.
- Otros asuntos que se han tratado en la serie, algunos en reiteradas ocasiones, son la violencia sexista, los trastornos alimenticios, la demencia senil, la esquizofrenia, la eutanasia, las sectas, la adopción y acogida de niños, la prostitución, el acoso sexual, el sida, la ludopatía, el alcoholismo, las agresiones sexuales, la inmigración, el racismo, la inseminación artificial, los embarazos no deseados, la transexualidad, el acoso escolar, los casos de bebés robados o la homosexualidad, entre otros muchos, así como todo tipo de enfermedades, accidentes y catástrofes.

## Emisión
| España    | Telecinco                  | 30 de abril de 2000 | 27 de diciembre de 2012 |
| España    | Factoría de Ficción (pago) | 2000                | 2005                    |
| España    | Telecinco Estrellas        |                     |                         |
| España    | Factoría de Ficción        | 2008                |                         |
| España    | Divinity                   |                     |                         |
| España    | 8tv                        |                     |                         |
| España    | Calle 13                   |                     |                         |
| España    | AXN                        |                     |                         |
| Francia   | M6                         |                     |                         |
| Francia   | Téva                       |                     |                         |
| Italia    | Italia 1                   |                     |                         |
| Italia    | Sky Uno                    |                     |                         |
| Cuba      | Tele Rebelde               |                     |                         |
| Bélgica   | AB3                        |                     |                         |
| Alemania  | VOX                        |                     |                         |
| Serbia    | B92                        |                     |                         |
| México    | MVS TV                     |                     |                         |
| Chile     | Chilevisión                |                     |                         |
| Venezuela | TVES                       |                     |                         |
| Uruguay   | Teledoce                   |                     |                         |

- En España también está disponible en Mitele y Prime Video y en el resto del mundo, también en esta segunda plataforma.

## Premios y nominaciones
| Año  | Premio                                                      | Categoría                                                                                                   | Resultado |
| ---- | ----------------------------------------------------------- | --- | --------- |
| 2011 | Premios Iris                                                | Mejor Programa de Ficción                                                                                   | Nominada  |
| 2011 | Premios de la Unión de Actores y Actrices                   | Mejor Actriz Secundaria de Televisión: Victoria Abril                                                       | Nominada  |
| 2008 | Premio Carlos Margarit                                      | Por el Trabajo a Favor del Trasplante y la Donación de Órganos: Hospital Central y la productora Videomedia | Ganadores |
| 2008 | AfterEllen Visibility Awards                                | Mejor Serie con Personajes Homosexuales/Bisexuales no Americana                                             | Nominada  |
| 2008 | Premios del Instituto de las Mujeres                        | Serie que más fomenta la igualdad de sexos                                                                  | Ganadora  |
| 2008 | Premio AEDEM-COCEMFE                                        | Premio AEDEM-COCEMFE                                                                                        | Ganadora  |
| 2008 | Premios Shangay                                             | Mejor Interpretación Homosexual: Fátima Baeza, Patricia Vico y Carolina Cerezuela                           | Ganadoras |
| 2008 | Premios Shangay                                             | Serie que Refleja Objetivamente la Realidad de Gais, Lesbianas y Transexuales                               | Nominada  |
| 2008 | Premios de la Unión de Actores y Actrices                   | Mejor Actriz de Reparto de Televisión: Marisol Rolandi                                                      | Nominada  |
| 2008 | Fotogramas de Plata                                         | Mejor Actriz de Televisión: Patricia Vico                                                                   | Ganadora  |
| 2008 | Premios Zapping                                             | Mejor Actor: Roberto Drago                                                                                  | Nominado  |
| 2007 | TP de Oro                                                   | Mejor Serie Nacional                                                                                        | Nominada  |
| 2007 | Premios Zapping                                             | Mejor Actor: Roberto Drago                                                                                  | Nominado  |
| 2007 | Premios Zapping                                             | Mejor Actor: Nacho Fresneda                                                                                 | Nominado  |
| 2007 | Premios Zapping                                             | Mejor Actriz: Alicia Borrachero                                                                             | Nominada  |
| 2007 | Premios Zapping                                             | Mejor Actriz: Diana Palazón                                                                                 | Nominada  |
| 2007 | Premios Zapping                                             | Mejor Actor: Jordi Rebellón                                                                                 | Nominado  |
| 2006 | TP de Oro                                                   | Mejor Actor: Jordi Rebellón                                                                                 | Nominado  |
| 2006 | TP de Oro                                                   | Mejor Serie Nacional                                                                                        | Ganadora  |
| 2006 | Premios San Jorge                                           | Premios San Jorge                                                                                           | Ganador   |
| 2005 | Fotogramas de Plata                                         | Mejor Actor de Televisión: Jordi Rebellón                                                                   | Nominado  |
| 2005 | TP de Oro                                                   | Mejor Serie Nacional                                                                                        | Nominada  |
| 2005 | Premios Ondas                                               | Premio Ondas Nacional de Televisión a Mejor Serie Española (exaequo con Arrayán)                            | Ganadora  |
| 2005 | Premios LesGay                                              | A la Mejor Visibilidad Homosexual de la Televisión: Fátima Baeza y Patricia Vico                            | Ganadoras |
| 2005 | Premios Gayo                                                | Mención especial: Hospital Central y Patricia Vico                                                          | Ganadoras |
| 2005 | Premios de la Mostra la Ploma: Patricia Vico y Fátima Baeza | Premios de la Mostra la Ploma: Patricia Vico y Fátima Baeza                                                 | Ganadoras |
| 2005 | Premios Shangay                                             | A la Mejor Interpretación: Fátima Baeza y Patricia Vico                                                     | Ganadoras |
| 2005 | Premios Zapping                                             | Mejor Actor: Roberto Drago                                                                                  | Nominado  |
| 2004 | Fotogramas de Plata                                         | Mejor Actriz de Televisión: Patricia Vico                                                                   | Nominada  |
| 2004 | Premios de la Unión de Actores y Actrices                   | Mejor Actriz Secundaria de Televisión: Fátima Baeza                                                         | Nominada  |
| 2004 | Premios de la Unión de Actores y Actrices                   | Mejor Actriz Protagonista de Televisión: Alicia Borrachero                                                  | Nominada  |
| 2004 | Premios Gayo                                                | Mejor Actriz de Televisión: Patricia Vico                                                                   | Ganadora  |
| 2004 | Premios Gayo                                                | Mejor Actriz de Televisión: Fátima Baeza                                                                    | Nominada  |
| 2004 | Premios Gayo                                                | Premio del Público a la Mejor Serie de Televisión                                                           | Ganadora  |
| 2004 | Premios Gayo                                                | Mejor Serie de Televisión                                                                                   | Ganadora  |
| 2003 | Premios Micrófono APEI                                      | Premios Micrófono APEI                                                                                      | Ganadora  |
| 2003 | Premios ATEA                                                | Premios ATEA                                                                                                | Ganadora  |
| 2003 | Premios Zapping                                             | Mejor Actor: Jordi Rebellón                                                                                 | Ganador   |
| 2002 | TP de Oro                                                   | Mejor Serie Nacional                                                                                        | Nominada  |
| 2002 | Premios ATV                                                 | Programa de Ficción                                                                                         | Nominada  |
| 2002 | Premios ATR                                                 | Mejor Serie de Televisión                                                                                   | Ganadora  |
| 2001 | Premios Zapping                                             | Mejor Serie                                                                                                 | Ganadora  |

## Localizaciones
- La mayor parte de la acción se divide entre el hospital (mayoritariamente) y los exteriores de las salidas del Sámur, aunque estas prácticamente se reducen a la nada en la temporada 20. Además, se han visto en alguna ocasión las casas de casi todos los personajes.
- En la azotea del hospital se han desarrollado algunas de las escenas más emotivas de la serie, en especial varias despedidas (por ejemplo, entre Javier y Laura).
- La casa de Vilches y la habitación de su hijo Alejandro son distintas cuando al niño le dan la noticia de la muerte de su mejor amigo en la temporada cuatro y cuando intenta suicidarse en la siguiente. En general, los decorados de las casas de varios personajes han cambiado radicalmente de unas etapas a otras, no llegando en ningún caso a ser reconocibles para el espectador.
- El despacho de Dávila durante las temporadas en las que él fue el director era realmente la sala de observación de urgencias. Los realizadores, con el propósito de que el espectador no lo relacionara, introducían falsas paredes y plantas decorativas para tapar tanto la rotonda como las cortinas del servicio de Urgencias.
- En la 19.ª temporada se crearon decorados nuevos simulando habitaciones, despachos y salas de descanso para los médicos. Pues bien, la sala de descanso de urgencias era, en realidad, la sala Sámur, a la que le introdujeron unas literas y el enfoque de la cámara era diferente. En la vigésima etapa, la sala Sámur se transforma en la recepción de la Fundación Marquina, que se hace cargo del hospital abordando el tema de la privatización de la sanidad.
- Hospital Central compartió escenarios con la serie de Telecinco, MIR, en la que participaba Lluís Marco, que abandonó la serie tras la duodécima temporada para incorporarse a este nuevo proyecto. Los principales protagonistas de MIR (Daniela Costa, Rodolfo Sancho, Ruth Díaz y Amparo Larrañaga) aparecieron en el último capítulo de la duodécima temporada de HC, que servía de introducción, con el personaje de Dávila como nexo de unión, a la nueva serie que se estrenaba poco después. Además, Nuria Gago hizo una pequeña aparición en Hospital Central en 2008 (concretamente en el último capítulo de la decimoquinta temporada, Los restos del naufragio) interpretando a Gloria, su personaje de MIR.

### Rodajes especiales
- En 2005 se grabaron escenas para el  capítulo 10×145 Camino de Santiago, emitido el 21/12/2005, en la localidad lucense de Quiroga.[44] La trama la protagonizaba Javier, que decidía realizar el Camino de Santiago, junto a la actriz gallega Camila Bossa.
- En 2007 parte del equipo se trasladó a Orense para rodar una trama de dos capítulos (Corazón que no siente, 14×195, emitido el 3/10/2007 y A Ribeira Sacra, 14×196 emitido el 10/10/2007) protagonizada por Vilches que contó con la participación de varios actores locales.[45]
- En 2009 se rodaron escenas para el capítulo Punto y aparte (19×266) emitido el 24/11/2010, en la localidad alicantina de Denia. En esta ocasión los protagonistas fueron Vilches (Jordi Rebellón) y Sandra (Montse Germán).
- En 2011, Jordi Rebellón (Vilches) rodó escenas de la vigésima temporada en Salamanca junto con Elsa Pinilla y Ben Temple.
- En la décima temporada el equipo se trasladó a Guatemala para rodar el capítulo No se lo digas a nadie (10×138) emitido el 26/10/2005, una trama protagonizada por Javier (Antonio Zabálburu) y Laura (Diana Palazón).[46] En ese viaje, el avión en que iba el equipo tuvo que aterrizar en Miami en pleno huracán Katrina. En la duodécima temporada, parte del capítulo No busques excusas (12×170) emitido el 8/11/2006, se rodó en India, una trama con Aimé (Nacho Fresneda).[47] Ambos viajes se hicieron en colaboración con la ONG Intervida.
- En la decimonovena temporada, Adriana Ugarte y Antonio Zabálburu rodaron en colaboración con la ONG Global Humanitaria, escenas en Perú correspondientes a los capítulos Miedo y osadía (19×273) emitido el 23/2/2011 y Laura (19×274) emitido el 2/3/2011. Este último supone la primera y única vez en que el nombre de un personaje da título a un capítulo de la serie.
- En la vigésima entrega, la actriz Begoña Maestre rodó en colaboración (de nuevo) con Global Humanitaria, en Camboya, una trama sobre los abusos sexuales a menores.

## Cabeceras y créditos
- A lo largo de la serie ha habido actores que han sido incluidos en la cabecera de la serie a pesar de que sus personajes no llegaron ni a completar una temporada entera. Es el caso de Carmen Arbex (Marta), Lola Marceli (Paula), Paulina Gálvez (Ana), Alfonso Begara (Salva), Roberto Álvarez (Román) o Sara Casasnovas (José). Otros prácticamente fijos como Arturo Arribas o Pepa Roldán nunca llegaron a aparecer en la cabecera, mientras que algunos como Ángel Rouco (Diego), Lluís Marco (Dávila), Jesús Olmedo (Carlos), Elia Galera (Claudia), Carolina Cerezuela (Vero) o Luis Castro (Guillermo) fueron incorporados tiempo después de comenzar su participación en la serie, al adquirir mayor protagonismo.
- En la decimoquinta temporada se cambia ligeramente la cabecera, que había permanecido invariable los años anteriores. Por primera vez se incluye en ella a Elia Galera, que ya llevaba varias temporadas como secundaria, y a Carolina Cerezuela, que había colaborado en la anterior. También aparecen los nuevos fichajes de la temporada: Juana Acosta, David Andrade y, un poco más adelante, Pedro Casablanc. En la 16 se hace fijo y se añade a la cabecera a Luis Castro, en el papel de Guillermo Vilches, que venía interpretando desde la séptima etapa con apariciones episódicas; la otra incorporación de esta etapa es Pablo Carbonell.
- El mayor número de modificaciones de la cabecera en una misma temporada se lo lleva la 17.ª, emitida el segundo trimestre de 2009. Se llegó a alterar hasta en 5 ocasiones, con la salida de Carolina Cerezuela en el segundo episodio de la temporada y la entrada a la cabecera de Ángel Rouco (que tuvo que ser sacado de la sintonía por falta de espacio, cosa que ocurrió nuevamente en la decimonovena), la posterior desaparición de Juana Acosta y entrada de Sara Casasnovas. Varios capítulos después, salieron ésta y Carles Francino de la serie y entró Begoña Maestre.
- En la decimonovena se estrena una cabecera completamente distinta, incluso con nueva sintonía a cargo de Víctor Reyes -la original, con la que todo el mundo identifica a la serie, es de Francis Amat-.
- El personaje de Carlos se convierte en episódico en la decimoséptima temporada, pero a pesar de ello se mantiene en los créditos iniciales, desapareciendo de forma definitiva a principios de la decimoctava. En este caso se da el proceso inverso al que ha sido habitual en muchos casos en la serie: empezar como episódico e irse consolidando en el reparto.
- Los actores que aparecen en los créditos después de la cabecera son los que tienen diálogos, de manera que hay extras que a veces están incluidos y otras no en función de esto. Estos nombres suelen ir ordenados de mayor a menor protagonismo -los secundarios recurrentes en primer lugar-, a excepción de actores de mayor prestigio que aparecen en última posición o incluso al final de la cabecera bajo el epígrafe de "colaboración especial".

## Música
- En el capítulo 17×241, justo en la reconciliación de Esther y Maca suena una canción, Dos gotas de agua durante varios minutos. Este tema, que no estaba editado, fue compuesto especialmente para la serie por Lluís Parisé e interpretada por Juanjo García (un cantautor que estuvo a punto de ir al Festival de la Canción de Eurovisión representando a Andorra). La composición tuvo una buena acogida en Internet gracias a su aparición en la serie. Posteriormente, Juanjo García editó su primer CD que con el título Dos gotas de agua, contiene once temas, entre los están tres que han aparecido en la serie: el propio Dos gotas de agua; Tan sólo tú, tan sólo yo, que sonó de fondo en la despedida de Rai y Besarte fuerte, utilizado en la trama de Vilches con Sandra.